# Zawołanie bojowe klanów szkockich
Zawołanie bojowe klanów szkockich in. War Cry (ang – slogan z gael. sluagh-ghairm, wym. slogorn) – krótkie hasło identyfikujące i zwołujące członków klanu, głównie na polu bitwy.
Występuje częsty błąd w postaci mylenia dewizy (motto rodowe lub klanowe) z zawołaniem bojowym (ang war cry). Wzięło się to zapewne stąd, że kontynentalne rody nie miały takiego rozróżnienia, posiadając w większości wypadków jedynie „dewizę rodową”. Jedynie w heraldyce polskiej istnieje podobny akustyczny element – zawołanie herbowe, niezależny od nazwy herbu, dawny rodowy okrzyk bojowy.
Zawołanie bojowe i dewiza klanu są w różny sposób reprezentowane w heraldyce klanowej:
- Dewiza – motto klanu w herbie członków klanu umieszczana jest na wstędze poniżej tarczy herbowej; z kolei okrzyk bojowy (war cry) klanu, umieszczany na półokrągłej wstędze, powyżej klejnotu herbu.
- Członkowie klanu niemający prawa używania herbów stosują godła klanowe ze wstęgą dookoła, gdzie zamieszcza się dewizę rodu.
- W późniejszych okresach, żołnierze klanu na polu bitwy, zamiast zasuszonych roślin-symboli, wtykali sobie w czapki (zobacz Glengarry) cap badge (odznaki bojowe), gdzie początkowo zamieszczano zwykle Zawołanie bojowe klanu i herb. Z czasem, wraz z zanikiem wojen klanowych, war cry na czapkach wyparły motta rodowe.

Jedynie wojskowe nakrycia głowy, posiadają cap badge, gdzie w obwolucie odznak jednostki znajduje się tylko zawołanie bojowe, z powodów prestiżowych, zwykle po łacinie np. Regiment of the Black Watch „Nemo Me Impune Lacessit” (dziś motto całej jednostki Royal Regiments of Scotland), King's Own Scottish Borderers „In Veritate Religionis Confido”, Queen's Own Highlanders „Cuidich 'n Righ” (gael. Aid the King)
Te właśnie praktyki spowodowały wspomniane wyżej mylenie „war cry” i dewizy rodu. Przenikanie kultury militarnej w realia folkloru szkockiego jest wyjątkowo silne.
Motto jest zwykle maksymą łacińską, czasem w języku gaelickim, angielskim lub francuskim, o ideologicznym, religijnym, honorowym lub moralnym charakterze.
Zawołanie bojowe z kolei jest prawie zawsze po gaelicku, choć sporadycznie też po angielsku (zwykle przy „młodych” rodach). Jego rolę można przyrównać do okrzyków „kiai” we wschodnich sztukach walki, które mają deprymować przeciwnika i dodawać ducha krzyczącemu. Treścią zawołań bojowych są często oryginalnie brzmiące wyzwiska pod adresem przeciwników, krótkie słowa, nazwy miejsc lub imiona ważne dla członków klanu, okrzyki mające przestraszyć lub zniechęcić wroga. Często okrzyki nawiązują do legend klanowych i do historii Szkocji, czasem oznaczają miejsce budowy pierwszej twierdzy klanu (swoją drogą, owym miejscom też zwykle nadawano „groźnie brzmiące” nazwy).
W odróżnieniu od dewizy klanu, zawołań mogło być kilka, spotyka się klany z dwoma i więcej zawołaniami bitewnymi.
Zawołanie, oprócz psychologicznego oddziaływania na przeciwnika lub własnych wojowników, spełniało też rolę identyfikacyjną, pomagającą w chaosie bitewnym rozpoznać swoich „współklanowców”.

## Przykładowe klanowe okrzyki bojowe –war cry
- Campbell – Cruachan! – nazwa wzniesienia górującego nad posiadłościami Campbellów
- Stewart – Creag an Sgairbh! – („Cormorants Rock”) – „Skała Kormoranów” – na cześć pierwszego rodowego zamku
- Bruce – Garg'n Uair Dhuisgear – („Fierce when rosed”) – „Wściekły gdy zbudzony”
- MacLean – Fear eil’ air son Eachainn – („Another for Hector”) – „Następny za Hektora” – na cześć bohaterów rodowej legendy o siedmiu braciach, którzy w bitwie pod Inverkething (1651) jeden po drugim oddali życie, broniąc swojego ciężko rannego naczelnika, Hektora MacLean.
- MacLean (2) – Bas no Beatha – („Death or Life!”) – „Śmierć lub życie” – część modlitwy św. Kolumby, upodobanej przez Klan
- MacDonald – Creagan an fhithich – („The Rock of the Raven”) – Skała Kruka – miejsce rodowej twierdzy
- Cameron Sons of the Hounds Come Here and Get Flesh! – Psie syny, chodźcie i zwyciężcie klan/ziomków [dosł. zdobądźcie ciało]!